# Metreplecton macronyx
Metreplecton macronyx is een haft uit de familie Metretopodidae. De wetenschappelijke naam van de soort is voor het eerst geldig gepubliceerd in 1996 door Kluge.
De soort komt voor in het Palearctisch gebied.